# 松山新城
松山新城，位于中国甘肃省武威市天祝藏族自治县松山乡松山村西北侧，是一座中型土筑古城，面积112000平方米。
松山新城的历史年代为明代。明朝万历二十六年（1598年），三边总督李汶为击败漠北蒙古鞑靼部而筑。。